# 7 km da Gerusalemme
7 km da Gerusalemme è un film del 2007 diretto da Claudio Malaponti.
Il soggetto è tratto dall'omonimo romanzo di Pino Farinotti.
Il film narra il viaggio intrapreso in Terra santa da un pubblicitario e del suo mistico incontro con Gesù Cristo. L'opera rappresenta una discussione sui temi che riguardano la quotidianità e il modo di intendere l'esistenza di Dio in termini odierni.

## Trama
Stufo della superficialità e della banalità delle persone e della società contemporanea, con un matrimonio in crisi, il pubblicitario Alessandro Forte decide di intraprendere un viaggio a Gerusalemme, senza però sapere bene che cosa cercare. 
Durante il viaggio in aereo all'andata incontra Elvira Marenghi, un'anziana ricca signora, la quale ha intenzione di "comprare" la felicità dei suoi nipoti facendo una grossa offerta nella Basilica del Santo Sepolcro, gesto che da Alessandro viene ritenuto come "un'antica indulgenza". Dalla Chiesa egli allora decide di staccarsi dal gruppo di turisti e finisce con l'incontrare Angelo Profeti, un uomo che ha intrapreso lo stesso viaggio "liberatorio" già da tre anni, senza però essere riuscito a trovare ancora quello che cercava: egli indica la strada di 7 km di pellegrinaggio che porta a Emmaus e su di essa avviene per il pubblicitario l'incontro mistico con Gesù in persona.
Dopo le incertezze e l'iniziale incredulità, i due iniziano a discutere sul mondo, sulle persone e sull'esistenza di Dio. Gesù, nei vari incontri effettuati dai due, cita sempre degli esempi che riguardano persone che appartengono alla quotidianità di Alessandro, persone con cui è entrato in contatto o suoi conoscenti che presentano tutti situazioni di vita rilevanti ai fini della disquisizione. Al termine di ogni flashback riguardante una di queste persone, egli si risveglia e rimane in dubbio sugli incontri, se realtà o sua suggestione.
Al termine di questo percorso mistico, Alessandro ha raggiunto un suo personale riscatto grazie all'incontro con Gesù, che gli lascia tre messaggi da portare a tre delle persone rappresentate nei flashback, le quali, toccate nel profondo, coglieranno con commozione l'autenticità del messaggio stesso. Ritrovato l'equilibrio della vita familiare, Alessandro torna al suo lavoro di sempre con uno spirito diverso.

## Accoglienza

### Critica
La pellicola è stata giudicata come «accettabile e nell'insieme semplice» dalla commissione di valutazione film della Conferenza Episcopale Italiana, secondo cui i casi raccontati presentano «indubbi agganci con la realtà», anche se manca «la capacità di sostenere il copione sotto il profilo drammaturgico-esistenziale. Quasi sempre il ritmo resta sotto quel livello di vivacità che serve a tenere desta l'attenzione, e la regia non va oltre una didascalica illustrazione dei fatti, che non arriva al cuore dei problemi e delle riflessioni. Insomma bisogna faticare per tirare fuori il messaggio rivolto ad una "nuova" visione del mondo, per recepire sofferenza e palpitazione spesso soffocate da immagini fin troppo elementari».